# The Fake Sound of Progress
«The Fake Sound of Progress» es una canción de la banda galesa de nu metal Lostprophets. Fue el segundo sencillo de su primer álbum, Thefakesoundofprogress. Su vídeo musical, fue filmado en Las Vegas, Nevada, y recibió menos atención que el sencillo debut de la banda, "Shinobi vs. Dragon Ninja".

## Listado de canciones
| CD1 |                                           |          |  |
| N.º | Título                                    | Duración |  |
| 1.  | «The Fake Sound of Progress» (radio edit) | 4:21     |  |
| 2.  | «Happy New Year, Have a Good 1985» (demo) | 3:17     |  |
| 3.  | «A View to a Kill» (Duran Duran cover)    | 3:42     |  |

| CD2 |                                               |          |  |
| N.º | Título                                        | Duración |  |
| 1.  | «The Fake Sound of Progress» (radio edit)     | 4:21     |  |
| 2.  | «Shoulder to the Wheel» (Saves the Day cover) | 3:22     |  |
| 3.  | «Need You Tonight» (INXS cover)               | 3:46     |  |

| Promo CD |                                                             |          |  |
| N.º      | Título                                                      | Duración |  |
| 1.       | «The Fake Sound of Progress» (machine remix - radio edit 1) | 4:21     |  |
| 2.       | «The Fake Sound of Progress» (machine remix - radio edit 2) | 4:00     |  |

| Vinyl |                                           |          |  |
| N.º   | Título                                    | Duración |  |
| 1.    | «The Fake Sound of Progress» (radio edit) | 4:21     |  |
| 2.    | «Happy New Year, Have a Good 1985» (demo) | 3:17     |  |

## Posicionamiento en listas
| Lista (1986-1987)                                 | Máxima posición |
| ------------------------------------------------- | --------------- |
| Reino Unido (UK Singles Chart)                    | 21              |
| Reino Unido (UK Indie Chart)                      | 2               |
| Reino Unido (UK Rock & Metal Singles Chart) (OCC) | 3               |

## Personal
- Ian Watkins - voz principal
- Jamie Oliver - sintetizador, tornamesa, samples
- Lee Gaze - guitarra principal
- Mike Lewis - guitarra rítmica
- Stuart Richardson - bajo
- Mike Chiplin - batería